# Velká nad Veličkou
Velká nad Veličkou (tyska: Welka) är en by och en kommun i Tjeckien. Den ligger i regionen Södra Mähren, i den sydöstra delen av landet, 260 km sydost om huvudstaden Prag. Velká nad Veličkou ligger 286 meter över havet och antalet invånare är 2 906 (2016).
Terrängen runt Velká nad Veličkou är kuperad åt sydost, men åt nordväst är den platt. Runt Velká nad Veličkou är det ganska glesbefolkat, med 30 invånare per kvadratkilometer. Närmaste större samhälle är Veselí nad Moravou, 13,1 km nordväst om Velká nad Veličkou. Omgivningarna runt Velká nad Veličkou är en mosaik av jordbruksmark och naturlig växtlighet.